# 桜梅桃李

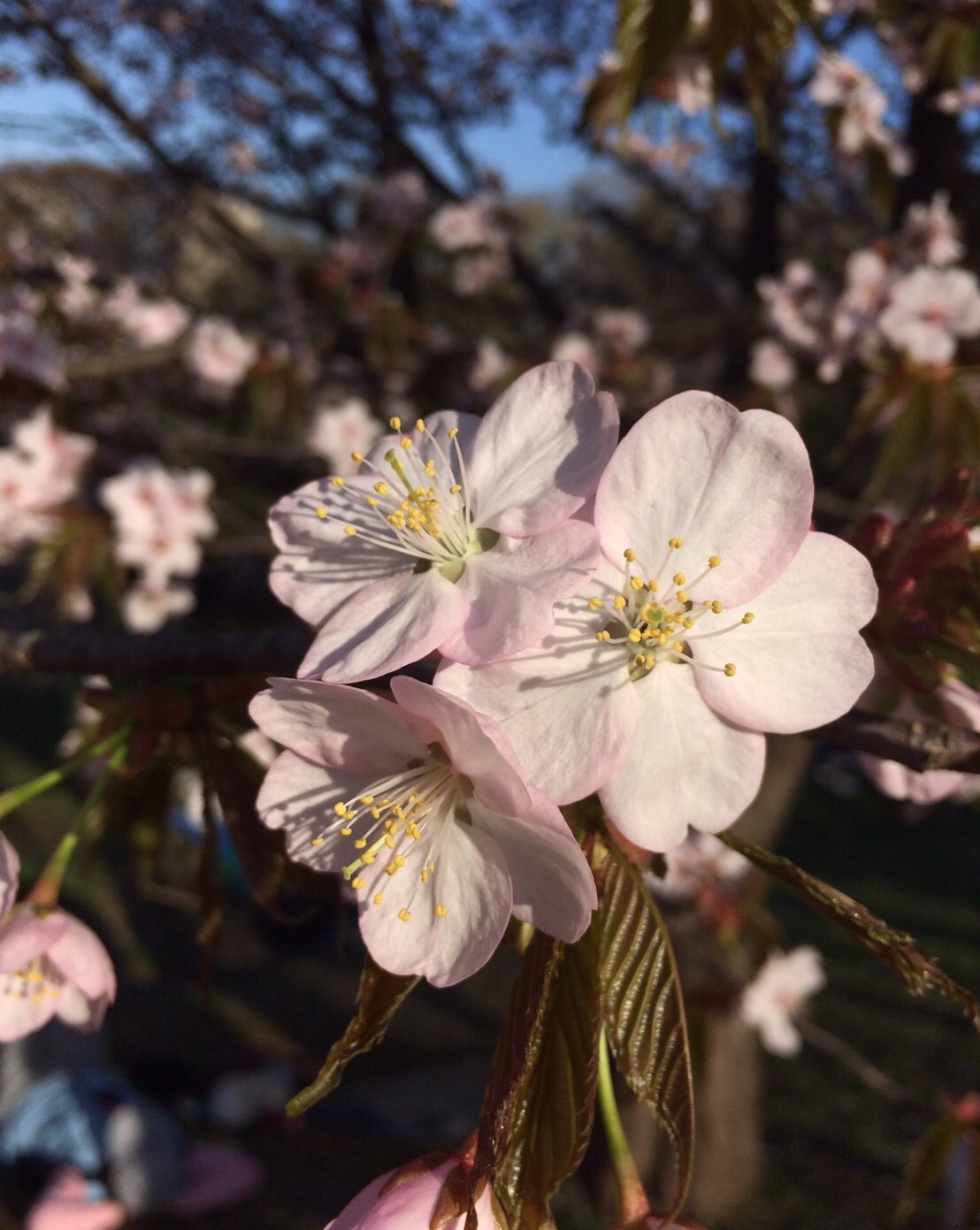
桜の花

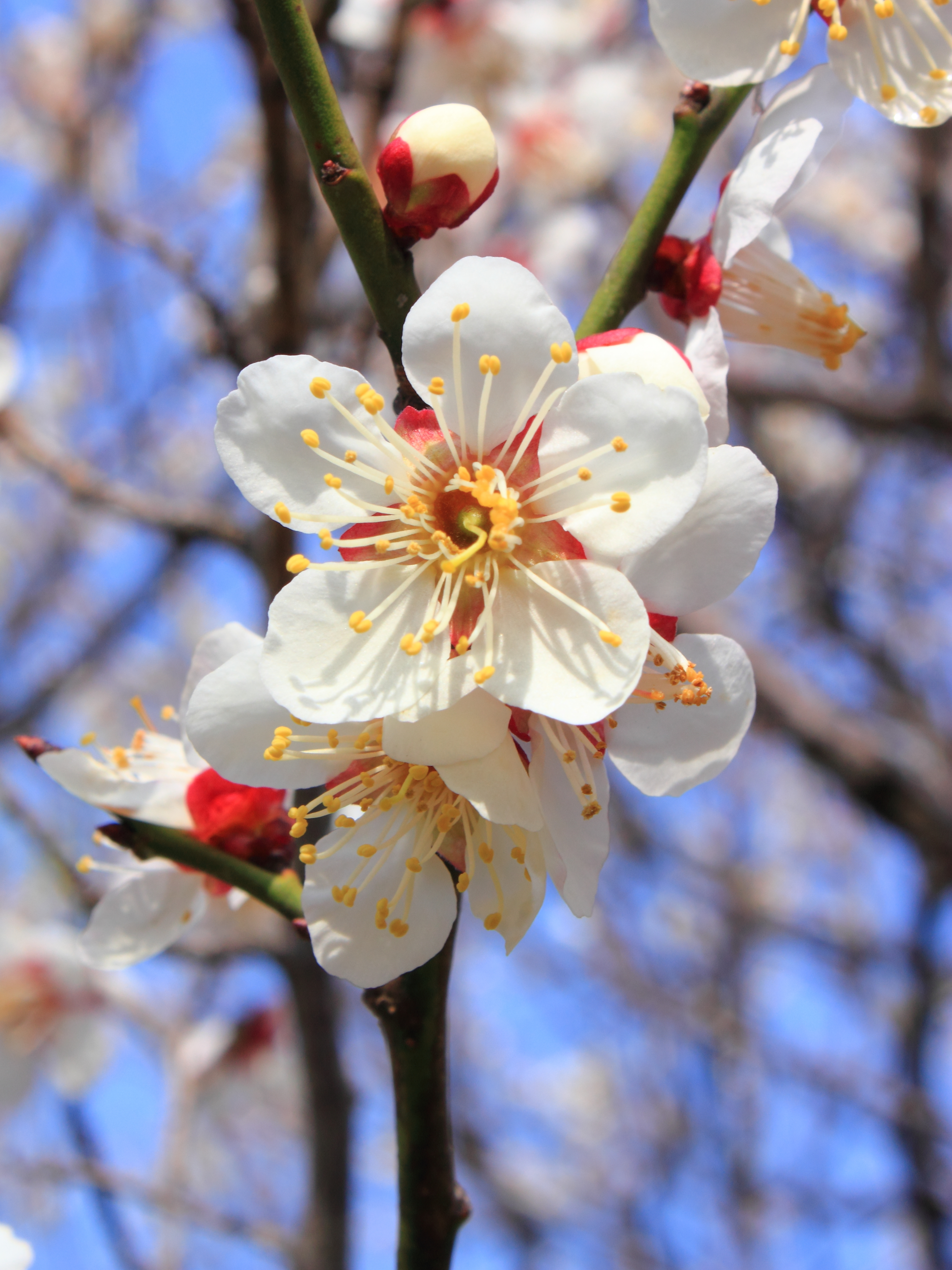
梅の花

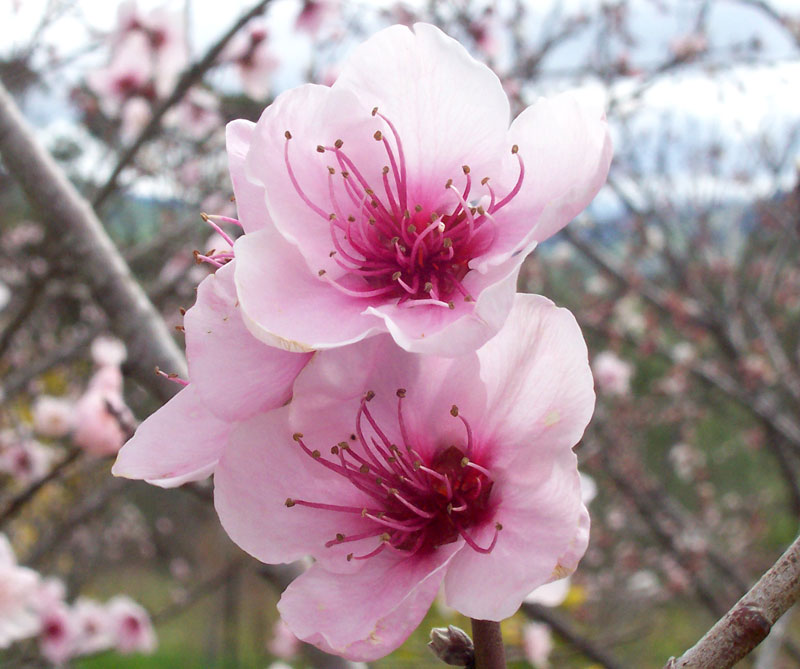
桃の花

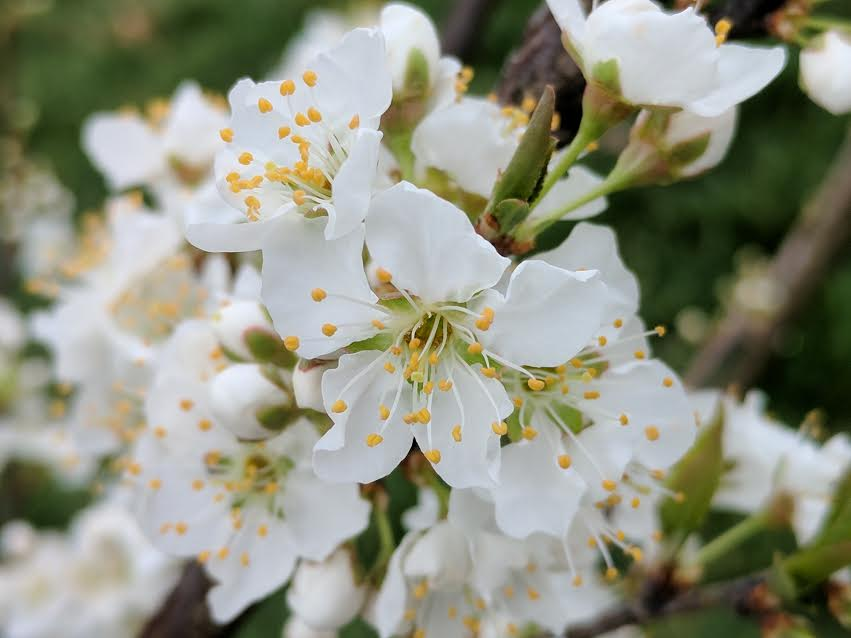
李の花

桜梅桃李（おうばいとうり）とは、桜、梅、桃、李（すもも）のこと。転じて、それぞれが独自の花を咲かせること。

## 起源・由来
- 『古今著聞集』[1]の「草木」の項には「春は櫻梅桃李の花あり、秋は紅蘭紫菊の花あり、皆これ錦繍の色、酷烈の匂ひなり」とある[2]。
- 鎌倉時代の宗教家である日蓮[3]と弟子の日興に仮託されている『御義口伝』には「桜梅桃李の己が位、己が体を改めずして無作の三身と開覚す」と述べた[4][5]。成仏というと人間離れした存在になると想像しがちだが、その身そのままの境遇の中から得脱していくのであるという無作の意を説いたものである。「桜梅桃李」の語が使われ始めた13世紀前半には「楊梅桃李（ようばいとうり）」という言葉も使われている。『平家物語』[6]等に出てくる。日本国語大辞典には「楊（やなぎ）と梅と桃と李。転じて、さまざまな花の木の形容」とある。